# Jean-Pierre Périer
Pour les articles homonymes, voir Périer.
Jean-Pierre Pillu, dit Jean-Pierre Périer, est un assistant réalisateur français de cinéma, né le 9 février 1943 à Neuilly-sur-Seine et mort le 24 mai 1966 à Paris. Il est le fils de l'actrice Jacqueline Porel et de l'acteur François Gabriel Marie Pillu, dit François Périer.

## Biographie
Jean-Pierre Jacques Marie Pillu naît dans une famille d'artistes. Il est le  frère de la journaliste Anne-Marie Périer et, par sa mère le demi-frère du photographe Jean-Marie Périer, (fils d'Henri Salvador) et de l'acteur Marc Porel (fils de Gérard Landry). Il est l'arrière-petit-fils de la comédienne Réjane et de l'acteur Paul Porel ainsi que l'oncle de Bérangère de Lagatinerie.

### Carrière cinématographique
Se destinant à devenir réalisateur de cinéma, Jean-Pierre Périer est, durant sa brève carrière cinématographique, assistant réalisateur sur les films L'Âge ingrat de Gilles Grangier en 1964, Compartiment tueurs de Costa-Gavras en 1965 et La Nuit des généraux d'Anatole Litvak en 1967.

### Mort
Marié à Elisabeth Lamy (1948-2013),, le 24 mai 1966, âgé de 23 ans, déprimé, sous l'emprise du LSD et après plusieurs tentatives de suicide, il se défenestre à Paris.

## Filmographie

### Cinéma
- 1964 : L'Enfer d'Henri-Georges Clouzot, assistant réalisateur (film inachevé)
- 1964 : L'Âge ingrat de Gilles Grangier, deuxième assistant réalisateur
- 1965 : Compartiment tueurs de Costa-Gavras, assistant réalisateur
- 1967 : La Nuit des généraux d'Anatole Litvak, assistant réalisateur (sortie posthume)